# 上比亞沃區
7°15′19″S 76°28′33″W / 7.2552°S 76.4759°W
上比亞沃區（西班牙語：Distrito de Alto Biavo），是秘魯的一個區，位於該國中北部聖馬丁大區的貝亞維斯塔省，始建於1945年1月5日，面積6,117.1平方公里，海拔高度225米，2005年人口5,396，人口密度每平方公里0.9人。